# Netocracia
Netocracia foi um termo inventado pelo comitê editorial da revista  americana de tecnologia Wired no começo dos anos 90. Uma combinação das palavras Internet e aristocracia, netocracia se refere a uma percebida classe alta global cujo poder é baseado na vantagem tecnológica e habilidades de conexão, em comparação ao que é classificado como uma burguesia de importância gradualmente diminuída.
O conceito foi mais tarde tomado e redefinido pelos filósofos sucecos Alexander Bard e Jan Soderqvist para seu livro Netocracia - A Nova Elite do Poder e Vida Pós Capitalismo (originalmente publicado em Sueco em 2000 como Nätokraterna - boken om det elektroniska klassamhället, publicado em inglês pela Reuters/Pearsall UK em 2002).

## Outras leituras
- Organs without Bodies ; ISBN 978-0-415-96921-5
- Gareth Morgan (1992). Images of Organization; ISBN 978-1-4129-3979-9
- A Hacker Manifesto ; ISBN 978-0-674-01543-2